# Typhlonarke aysoni
Typhlonarke aysoni är en rockeart som först beskrevs av Hamilton 1902.  Typhlonarke aysoni ingår i släktet Typhlonarke och familjen Narkidae. IUCN kategoriserar arten globalt som otillräckligt studerad. Inga underarter finns listade i Catalogue of Life.